# Willie McGee
Willie Dean McGee (ur. 2 listopada 1958) – amerykański baseballista, który występował na pozycji zapolowego przez 18 sezonów w Major League Baseball.
McGee został wybrany w 1977 roku w pierwszej rundzie draftu z numerem 15. przez New York Yankees (rok wcześniej pomimo wyboru w drafcie przez Chicago White Sox nie podpisał kontraktu), ale grał jedynie w klubach farmerskich tego zespołu. W październiku 1981 przeszedł do St. Louis Cardinals, w którym zadebiutował 10 maja 1982. W tym samym roku zagrał w sześciu meczach World Series, w których Cardinals pokonali Milwaukee Brewers 4–3. W 1983 po raz pierwszy wystąpił w All-Star Game i po raz pierwszy otrzymał Złotą Rękawicę.
W sezonie 1985 miał najlepszą w National League średnią uderzeń (0,353), zaliczył najwięcej uderzeń (216) i triple'ów (18), otrzymał nagrodę Silver Slugger Award i został wybrany najbardziej wartościowym zawodnikiem. W sierpniu 1990 w ramach wymiany zawodników przeszedł do Oakland Athletics. Grał jeszcze w San Francisco Giants (1991–1994), Boston Red Sox (1995) i ponownie w St. Louis Cardinals (1996–1999), w którym zakończył karierę.
W marcu 2013 został mianowany specjalnym asystentem menadżera generalnego klubu St. Louis Cardinals Johna Mozeliaka.
| Nagroda/wyróżnienie      | Lata                   | Źródło |
| MVP National League      | 1985                   | [ 7 ]  |
| 4× All-Star              | 1983, 1985, 1987, 1988 | [ 3 ]  |
| 3× Gold Glove Award      | 1983, 1985, 1986       | [ 5 ]  |
| Silver Slugger Award     | 1985                   | [ 6 ]  |
| Zwycięzca w World Series | 1982                   | [ 4 ]  |